# Auufer
Auufer település Németországban, Schleswig-Holstein tartományban. Lakosainak száma 131 fő (2023. december 31.).

## Népesség
A település népességének változása:
| Lakosok száma | 121  | 148  | 136  | 141  | 134  | 132  | 131  |
|               | 1975 | 2014 | 2017 | 2019 | 2021 | 2022 | 2023 |